# Майкл Сем
Майкл Алан Сем-молодший (нар. 7 січня 1990 р.) — американський професійний футболіст, захисник. Сем грав у коледжі в американський футбол за «Міссурі Тигр» і за «Сент-Луїс Рамз» у Національній футбольній лізі (НФЛ) у 2014 року. Він зіграв один сезон за «Монреаль Алуеттс» у Канадській футбольній лізі (КФЛ).
Після завершення футбольної кар'єри в коледжі, Сем публічно заявив, що є геєм. Він став першим публічним гей-гравцем, якого запросили в НФЛ. У 2015 році він підписав контракт з Монреалем і став першим публічним гей-гравцем, який грав у КФЛ.

## Професійна кар'єра

### Сент-Луїс Рамс

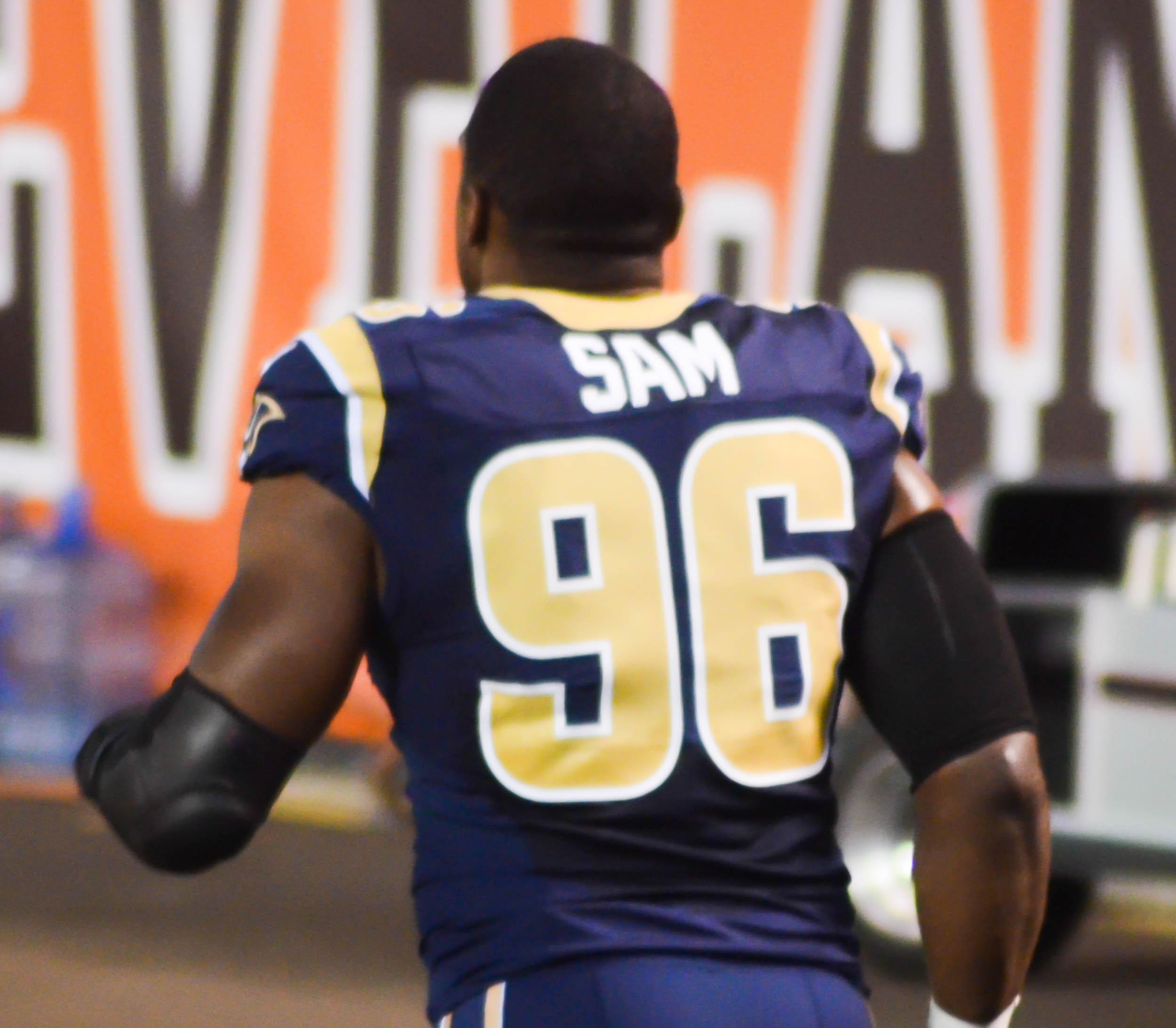
Сем із Сент-Луїс Рамс під час передсезону 2014 року

«Сент-Луїс Рамз» викликав Сема у сьомому турі. Він став 249-м з 256 гравців, обраних на драфті 2014 року. Він став першим відкритим гей-гравцем, якого забрали в НФЛ. У своїй заяві президент Барак Обама заявив, що «вітає Майкла Сема, баранів і НФЛ за те, що сьогодні він зробив важливий крок уперед у подорожі нашої нації», і що «щодня вас слід судити за тим, що ви робите, а не за тим, ким ви є». Майки «Сент-Луїс Рамз» з його ім'ям, стали другими найбільш продаваними майками-новачків на вебсайті НФЛ. З 1 квітня по 17 липня майка Сема посідала шосте місце серед продажів майок усіх гравців НФЛ.
Сем дебютував у професійній кар'єрі 8 серпня 2014 року під час першої передсезонної гри проти «Нью-Орлінс Сейнтс». «Я вірю, що він може грати в цій лізі», — сказав тренер «Овна» Джефф Фішер. Проте, 30 серпня Сент-Луїс відпустив Сема в рамках скорочень. Тоді було звільнено 53 гравці перед початком регулярного сезону.

### Даллаські ковбої
3 вересня 2014 року Сем був прибув до команди Даллаських ковбоїв. 21 жовтня «Ковбої» відмовились від Сема, щоб звільнити місце для лайнбека Троя Девіса.

### 2015 Ветеранський НФЛ
Сем брав участь у першому комбінаті ветеранів НФЛ, пробігши за 4,99 секунди 40 ярдів.

### Монреальські алуети
22 травня 2015 року Сем підписав дворічний контракт з «Алуетт-де-Монреаль» з КФЛ що зробило його першим відкритим гравцем в історії ліги.
Він дебютував у КФЛ 7 серпня 2015 року проти «Оттави Редблакс». Покинувши Монреаль, Сем сказав радіоведучому Дену Патріку у своєму шоу, що він ніколи не хотів грати в КФЛ.

### Пенсія
14 серпня 2015 року Сем оголосив у Twitter, що він відходить від професійного футболу через причини психічного здоров'я. В даний час він ділиться своїм досвідом як автор та мотиваційний спікер.

## Особисте життя
Сем — сьомий з восьми дітей, народжених у Джоанн та Майкла Алана Сем-старшого. Його батьки розлучилися, коли він був малим. У дитинстві Сем бачив, як один із його старших братів загинув від вогнепального поранення. Ще один старший брат зник безвісти у 1998 році, а інші два його брати перебувають у в'язниці. Сестра померла в дитинстві. У певний момент дитинства Сем жив у машині матері.
Сем є першим членом своєї сім'ї, який навчався в коледжі.
У серпні 2013 року Сем повідомив своїх товаришів по команді в Міссурі, що він гей, і отримав їх підтримку. Він уникав розмов із ЗМІ, щоб не передавати чуток про свою сексуальну орієнтацію.